# Benjamin-Octave Roland-Gosselin
Benjamin-Octave Roland-Gosselin (Parigi, 17 dicembre 1870 – Versailles, 22 maggio 1952) è stato un arcivescovo cattolico francese, vescovo di Versailles dal 1931 al 1952, assistente al Soglio Pontificio.

## Biografia
Benjamin-Octave Roland-Gosselin nacque a Parigi il 17 dicembre 1870, durante la guerra franco-prussiana. 
Suo padre Louis era uno degli agenti di cambio più noti di Parigi. Fervente cattolico, egli contribuì finanziariamente alla costruzione di diciassette chiese nella capitale francese, tra cui la Basilica del Sacro Cuore. Gli venne anche conferito, a seguito di una cospicua donazione all'obolo di San Pietro, il titolo di conte palatino del Laterano da papa Leone XIII, titolo che rifiutò. Diede alla Chiesa altri due figli: un sacerdote e una suora.

### Formazione e ministero sacerdotale
Studiò al collegio dei gesuiti, dove conobbe Pierre Rivière, futuro vescovo di Monaco. 
A 18 anni Benjamin-Octave espresse il desiderio di prendere gli ordini sacri; in un primo momento il padre chiese che gli fosse permesso di studiare a casa invece di andare in seminario per motivi di salute, ma alla fine, il 1º ottobre 1890, entrò nel seminario di Issy, dove studiò con il futuro cardinale Jules Saliège.
Fu ordinato diacono nella chiesa di Saint-Sulpice il 22 dicembre 1894 dal cardinale François-Marie Richard, arcivescovo di Parigi, e sacerdote il 21 dicembre 1895, sempre a Saint-Sulpice, da Paul-François-Marie de Forges, vescovo titolare di Thénarie e già vescovo ausiliario di Rennes. Iniziò la sua vita pastorale nella parrocchia di Saint-Pierre de Chaillot, il cui parroco (Jean-Victor-Emile Chesnelong, futuro arcivescovo di Sens) era amico della sua famiglia. Successivamente, fu destinato alle opere e alle vocazioni dell'arcidiocesi di Parigi, ufficio di cui divenne vicedirettore nel 1902. La carica gli valse il titolo di canonico. In quel periodo, l'arcidiocesi acquisì il castello di Montsoult, che venne poi utilizzato per organizzare ritiri dedicati al clero parigino. Il castello fu poi riacquistato, per 240.000 franchi, direttamente da Benjamin Roland-Gosselin, divenuto nel frattempo vescovo ausiliare di Parigi. Il liquidatore delle congregazioni lo aveva stimato del valore di 120.000 franchi. Il vescovo lo ribattezzò "Villa Béthanie". Suo cognato e sua sorella possedevano la Villa des Peupliers, sita sempre a Montsoult.
Durante la Prima guerra mondiale prestò servizio come cappellano militare nella Marina. I servizi resi lì gli valsero la nomina, avvenuta nel 1920, a cavaliere della Legion d'Onore.

### Ministero episcopale
Dopo la fine della guerra e su richiesta del cardinale Amette, arcivescovo di Parigi, papa Benedetto XV lo nominò vescovo titolare di Mosinopoli e ausiliare di Parigi. Ricevette la consacrazione episcopale il 12 agosto nella cattedrale di Notre-Dame, per mano del cardinale Léon-Adolphe Amette, co-consacranti Jean-Victor-Émile Chesnelong, arcivescovo di Sens, e Charles Gibier, vescovo di Versailles, davanti al clero della capitale, un gran numero di vescovi e una folla di oltre 4.000 persone.
Dopo la morte del cardinale Amette, avvenuta il 29 agosto 1920, fu eletto vicario capitolare della diocesi di Parigi, e in questa veste benedisse il corpo del Milite Ignoto sotto l'Arco di Trionfo (11 novembre 1920). 
Nel 1926 fu nominato da papa Pio XI vescovo coadiutore di Versailles, su richiesta dello stesso vescovo Charles Gibier; il 3 aprile 1931 Charles Gibier morì e Roland-Gosselin gli succedette alla guida della diocesi, di cui prese possesso canonico il 22 aprile seguente.
In quel periodo, approvò nella sua diocesi la Pia Unione delle Adoratrici del Sacro Cuore di Gesù e riconobbe ufficialmente le apparizioni di Gesù Re di Francia e di Maria Regina di Francia.
Nel 1947, ritenendosi troppo debole per continuare a gestire la sua diocesi, chiese a papa Pio XII di esserne sollevato, richiesta che sarebbe stata accolta solo nella primavera del 1952, dopo essere stato colto da una malattia che lo indebolì notevolmente. Pio XII, accogliendo le sue dimissioni, lo nominò dapprima vescovo titolare di Sigo (12 aprile), poi, undici giorni dopo, lo elevò arcivescovo titolare di Laodicea di Siria.
Morì neppure un mese dopo, il 22 maggio 1952, e fu sepolto nella cripta dei vescovi nella cattedrale di Versailles. Gli succedette alla cattedra di Versailles Alexandre Renard.

## Genealogia episcopale e successione apostolica
La genealogia episcopale è:
- Cardinale Guillaume d'Estouteville, O.S.B.Clun.
- Papa Sisto IV
- Papa Giulio II
- Cardinale Raffaele Sansone Riario
- Papa Leone X
- Papa Paolo III
- Cardinale Francesco Pisani
- Cardinale Alfonso Gesualdo di Conza
- Papa Clemente VIII
- Cardinale Pietro Aldobrandini
- Cardinale Laudivio Zacchia
- Cardinale Antonio Barberini, O.F.M.Cap.
- Cardinale Nicolò Guidi di Bagno
- Arcivescovo François de Harlay de Champvallon
- Cardinale Louis-Antoine de Noailles
- Vescovo Jean-François Salgues de Valderies de Lescure
- Arcivescovo Louis-Jacques Chapt de Rastignac
- Arcivescovo Christophe de Beaumont du Repaire
- Cardinale César-Guillaume de la Luzerne
- Arcivescovo Gabriel Cortois de Pressigny
- Arcivescovo Hyacinthe-Louis de Quélen
- Vescovo Louis-Charles Féron
- Vescovo Pierre-Alfred Grimardias
- Cardinale Guillaume-Marie-Romain Sourrieu
- Cardinale Léon-Adolphe Amette
- Arcivescovo Benjamin-Octave Roland-Gosselin

La successione apostolica è:
- Arcivescovo Georges-Auguste Louis (1932)
- Cardinale Paul-Marie-André Richaud (1934)
- Vescovo Marcel Fleury (1935)
- Arcivescovo Henri Maurice Albert Audrain (1938)
- Vescovo Julien François Le Couëdic (1944)